# Piper wangii
Piper wangii är en pepparväxtart som beskrevs av M.G. Gilbert & N.H. Xia. Piper wangii ingår i släktet Piper och familjen pepparväxter. Inga underarter finns listade i Catalogue of Life.